# Мёзьо, Клод
Шарль-Клод Мёзьо (фр. Charles-Claude Meuziau, 1771—1834) — французский военный деятель, генерал-лейтенант (1825 год), барон (1810 год), участник революционных и наполеоновских войн.

## Биография
Родился в семье винодела из Бюкси Франсуа Мёзьо и его супруги Франсуазы Рено.
Начал службу кавалеристом 9 ноября 1790 года в 11-м конно-егерском полку, участвовал в кампаниях 1792—93 годов в составе Северной армии. 11 августа 1793 года произведён в фурьеры, и вместе с полком переведён в Арденнскую армию, затем с 1794 по 1797 год — в Самбро-Маасскую. 18 февраля 1795 года произведён в младшие лейтенанты. 12 декабря 1799 года назначен адъютантом генерала Трейяра. 29 марта 1800 года повышен в звании до лейтенанта 4-го драгунского полка, а 26 декабря 1800 года прямо на поле сражения при Нойкирхе награждён чином капитана.
13 марта 1802 года вернулся в 11-й конно-егерский в должности старшего аджюдана, затем стал командиром роты. Принимал участие в кампаниях 1805—07 годов, отличился во множестве сражений.
Принимал участие в Австрийской кампании 1809 года в составе знаменитой бригады лёгкой кавалерии Пажоля. 10 июня 1809 года награждён званием командира эскадрона, отличился со своим 11-м конно-егерским в сражении при Ваграме.
21 сентября 1809 года возглавил 5-й гусарский полк. Принимал участие в Русской кампании. Сражался в рядах 8-й бригады лёгкой кавалерии генерала Бюрта 2-й дивизии Пажоля. Был ранен осколком в левую ногу в сражении при Бородино и пикой в левое плечо при Винково, отличился при Березине.
Перед началом Саксонской кампании, 14 мая 1813 года получил звание майор-полковника конных егерей Императорской гвардии, сражался при Дрездене, Лейпциге и Ханау. 4 декабря 1813 года стал бригадным генералом, во Французской кампании 1814 года конные егеря с успехом действовали во множестве сражений.
При первой реставрации Бурбонов возглавил 1 сентября 1814 года 1-ю дивизию конных егерей, 17 января 1815 года стал инспектор кавалерии в 15-м военном округе и командующим кавалерийской бригадой.
После возвращения Наполеона был определён 6 апреля 1815 года в состав 5-го наблюдательного корпуса Рейна под началом генерала Раппа. После второй реставрации какое-то время оставался без служебного назначения. 25 июля 1816 года занял пост инспектора кавалерии в 18-м военном округе, 27 апреля 1817 года — 6-м военном округе. 30 декабря 1818 года был определён в качестве инспектора кавалерии в штат Генерального штаба, 3 марта 1819 года назначен командующим ремонтного депо в Страсбурге, 4 июля 1821 года — инспектор кавалерии 3-го и 5-го военных округов, 1 января 1825 года Мёзьо вышел в отставку и 23 марта того же года был награждён чином почётного генерал-лейтенанта.
После революции 1830 года возвратился 15 сентября 1830 года к активной службе с назначением командующим департамента Вогезы, 22 марта 1831 года был определён в резерв, 17 марта 1832 года стал командующим департамента Изер, 1 апреля 1833 года окончательно вышел в отставку.

## Воинские звания
- Младший лейтенант (18 февраля 1795 года);
- Лейтенант (29 марта 1800 года);
- Капитан (26 декабря 1800 года);
- Командир эскадрона (10 июня 1809 года);
- Полковник (21 сентября 1809 года);
- Майор-полковник гвардии (14 мая 1813 года);
- Бригадный генерал (4 декабря 1813 года);
- Генерал-лейтенант (23 марта 1825 года).

## Титулы
- Шевалье Мёзьо и Империи (фр. chevalier Meuziau et de l'Empire; патент подтверждён 25 февраля 1809 года);
- Барон Мёзьо и Империи (фр. baron Meuziau et de l'Empire; декрет от 15 августа 1809 года, патент подтверждён 23 июня 1810 года)[1].

## Награды
Легионер ордена Почётного легиона (5 ноября 1804 года)
 Офицер ордена Почётного легиона (17 июля 1809 года)
 Командор ордена Почётного легиона (1 мая 1821 года)
 Великий офицер ордена Почётного легиона (16 июня 1831 года)
 Кавалер военного ордена Святого Людовика
- Ежегодная рента в 600 франков с Вестфалии (19 марта 1808 года)